# Rhamphichthys atlanticus
Rhamphichthys atlanticus är en fiskart som beskrevs av Triques, 1999. Rhamphichthys atlanticus ingår i släktet Rhamphichthys och familjen Rhamphichthyidae. IUCN kategoriserar arten globalt som otillräckligt studerad. Inga underarter finns listade i Catalogue of Life.